# 伊梅尔达·马科斯
伊梅尔达·马科斯（1929年7月2日—），菲律宾共和國政治人物，同时也是菲律宾第10任总统费迪南德·馬科斯的妻子，第17任总统小费迪南德·马科斯的母亲。随着她丈夫政治地位的不断提高，她也在政府中担任不同的职位。在政坛有“铁蝴蝶”的称号。

## 生平

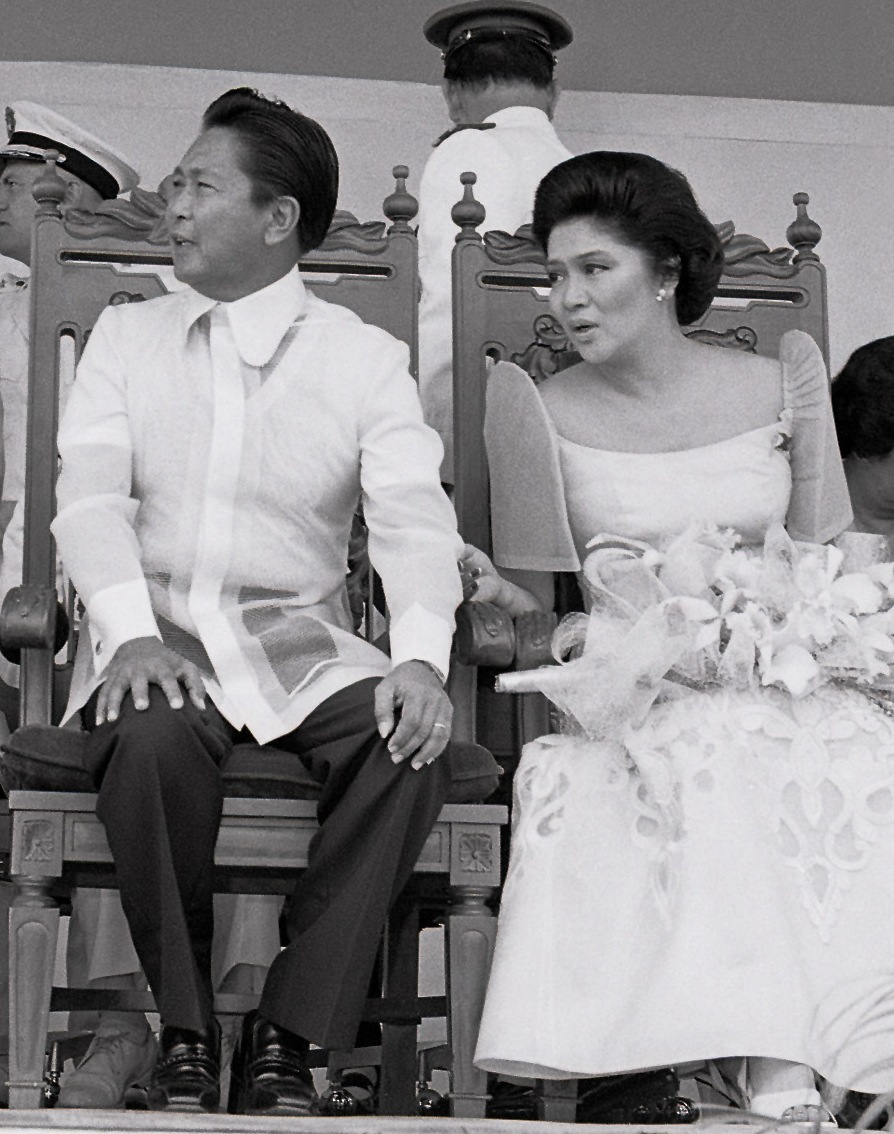
伊梅尔达與馬可仕伉儷合影，攝於1979年。

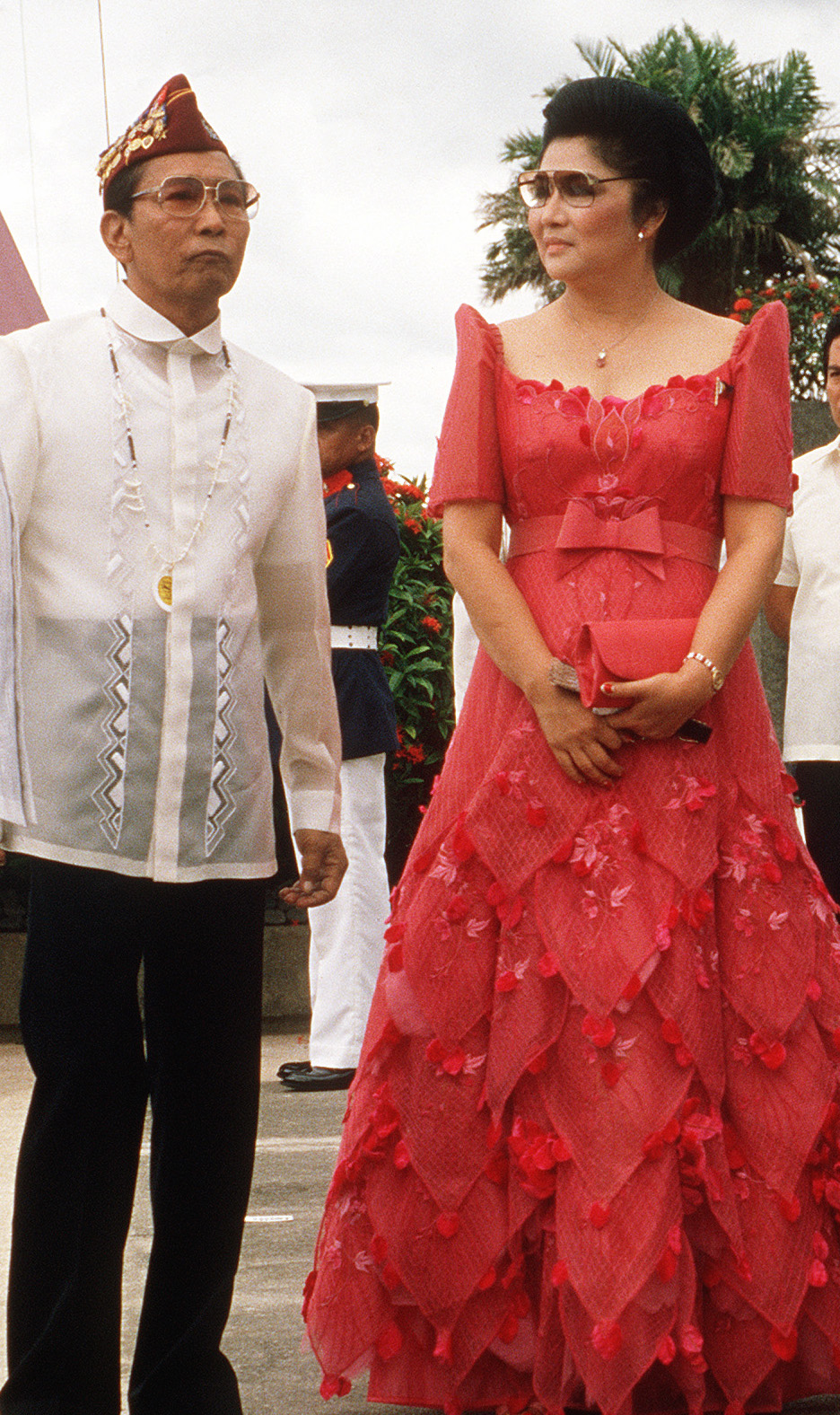
馬可仕與伊美黛合影，攝於1984年

伊梅尔达出生於美國殖民地下的菲律賓。在菲律賓完成學業。年輕時當過歌手、參選馬尼拉小姐。她曾和日後丈夫的政敵小貝尼格諾·阿基諾有過一段戀情。
1954年5月與眾議院議員费迪南德·马科斯結婚，婚後育有一子小费迪南德·马科斯及兩個女兒。1965年馬可仕擔任總統後，伊梅尔达成為菲律賓第一夫人。
1986年馬可仕因人民力量革命而下臺並流亡夏威夷，1991年獲准回國。
1992年曾參選總統，最終以10%得票率落選。
2010年她当选国会眾议员。2013年5月14日，在2013年菲律賓期中選舉中，伊梅尔达連任眾議員，在票倉北伊羅科斯省拿下超過88％選票。 她在2019年才正式退休，结束五十多年的政治生涯。

## 争议
伊梅尔达最為讓外界詬病的是其奢華成性，在菲律賓人民有1/3每天靠1美元過活，她仍砸重金外出購物、灑錢做美化專案。此外因为诸如拥有3000双鞋这些事，伊梅尔达经常被当作是费迪南德·马科斯统治期间奢华无度的一个象征。但史學家 Mary Beard 說根本沒有真正被找出 3000 雙鞋，真實數量待考。

## 荣誉

### 外国勋章奖章
- 特种大绶景星勋章（中华民国，1967年8月31日批准[6]）